# Jüdisches Kriegerdenkmal auf dem Alten jüdischen Friedhof (Ludwigsburg)
Das Kriegerdenkmal auf dem alten jüdischen Friedhof in Ludwigsburg für zwei im Deutsch-Französischen Krieg 1870/71 gefallene jüdische Soldaten wurde am 6. August 1873 feierlich eingeweiht. Das Denkmal wurde von Theodor Wagner errichtet.

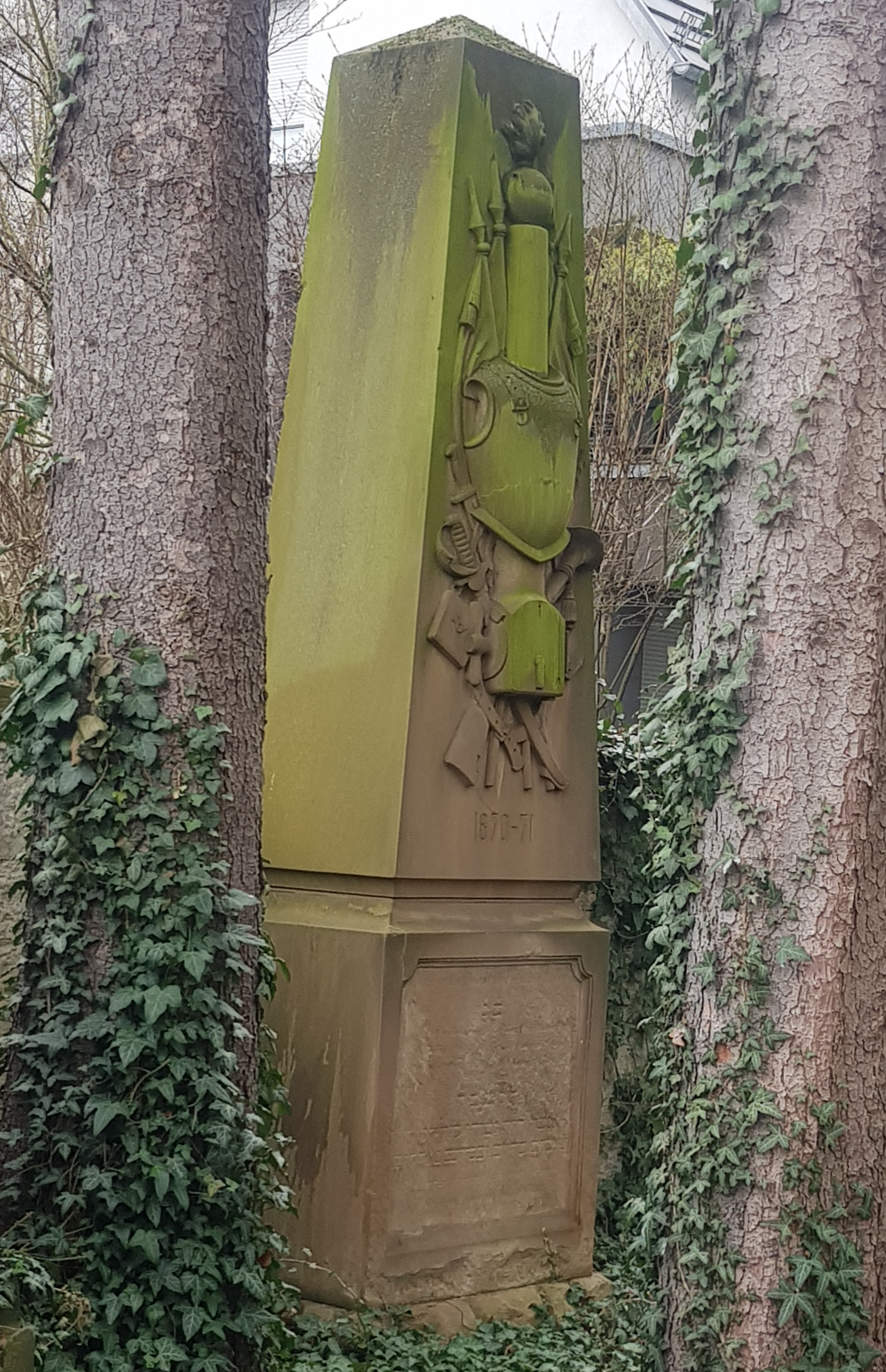
Das Denkmal auf dem alten jüdischen Friedhof in Ludwigsburg

## Das Denkmal
Das Denkmal hat die Form eines Obelisken und steht auf einem Sockel. Auf ersterem ist ein Motiv zu sehen, welches ein aufgestelltes Artilleriegeschütz zeigt. Dieses ist mit einem Kürass bedeckt und oberhalb auf beiden Seiten mit jeweils zwei zur Seite geneigten Fahnen dekoriert. Auf der unteren Seite des Motivs sind ein Säbel mit einer Büchse gekreuzt und neben einem Bajonett auch eine Trompete abgebildet.
Auf dem Sockel des Denkmals ist folgende Inschrift zu erkennen, welche jedoch aufgrund starker Verwitterung heute nur schwer zu lesen ist:
'Zum ehrenden Andenken der gefallenen Krieger, Männer des Heeres, Helden des Krieges, Feinde im Leben, im Tode vereint. Es mögen eingesammelt werden ihre Seelen in den Kreis der Unsterblichen, und ihr Leib werde zum neuen Leben erweckt zur Zeit der Auferstehung aller Toten.'
Bei der Einweihung des Denkmals am 6. August 1873, zum dritten Jahrestag der Schlachten bei Wörth und bei Spichern, waren u. a. Militärpersonen verschiedenster Ränge, evangelische Geistliche, Staats- und Gemeindebeamte, sowie Vorstände und Mitglieder des Sanitätsvereins anwesend. Der Männergesangverein Ludwigsburg sang zum Ende der Veranstaltung.

## Die geehrten Soldaten
Der eine Soldat, für den das Denkmal errichtet wurde, war der deutsche Heinrich Heydemann. Er stammte aus Groß Blumberg im preußischen Kreis Crossen und diente als Gefreiter im 48. königlichen preußischen Infanterieregiment. Heydemann erlag am 24. Oktober 1870 im Lazarett Ludwigsburg mehreren Schussverletzungen, von denen er eine in der Schlacht bei Gravelotte erlitt.
Der andere Soldat war der Franzose Isidor Michel, welcher aus Freisdorf im damaligen Departement Lothringen stammte. Er diente im 17. französischen Artillerieregiment und geriet bei Metz in deutsche Gefangenschaft. Infolge einer Infektion mit Typhus starb er am 6. Dezember 1870 ebenfalls im Lazarett Ludwigsburg.